# 辺野古米軍基地建設のための埋立ての賛否を問う県民投票
辺野古米軍基地建設のための埋立ての賛否を問う県民投票（へのこべいぐんきちけんせつのためのうめたてのさんぴをとうけんみんとうひょう）、は、2019年2月24日（竹富町は2月23日）に沖縄県が実施した住民投票である。
本投票は沖縄県の住民投票条例に基づくものであり、以下、単に「条例」と記した場合は根拠条例である「辺野古米軍基地建設のための埋立ての賛否を問う県民投票条例」（平成30年10月31日条例第62号）を指すものとし、条例の条文については特に断らない限り「辺野古米軍基地建設のための埋立ての賛否を問う県民投票条例の一部を改正する条例」（平成31年1月31日条例第1号）により改正された後の条文を指すものとする。正式名称「普天間飛行場の代替施設として国が名護市辺野古に計画している米軍基地建設のための埋立てに対する賛否についての県民による投票」（ふてんまひこうじょうの だいたいしせつとして くにがなごしへのこにけいかくしている べいぐんきちけんせつのための うめたてにたいするさんぴについての けんみんによるとうひょう）。

## 概要
日本国政府が在日米軍海兵隊普天間飛行場（宜野湾市）の代替施設として名護市辺野古地区に計画している米軍基地建設のための埋め立てに関し、「県民の意思を的確に反映させること」（条例第1条）を目的として実施するものである。一般に海岸部（公有水面）の埋め立てに関しては、公有水面埋立法において国土交通省令に基づいて都道府県知事（本件では沖縄県知事玉城デニー）が免許を行うことと定められており、これの判断材料の一つとされるものである。「普天間飛行場の名護市辺野古への移設に対する是非を問う」と報じるメディアも少なくないが、正確には「建設のための埋め立てに対する賛否を問う」ものである。
沖縄県議会議員及び沖縄県知事の選挙権を有する者を投票資格者として（条例第5条）、無記名により埋め立てに『賛成』、『反対』または『どちらでもない』を択一で投票する（条例第6条）。投票結果について『賛成』『反対』『どちらでもない』のいずれかの投票数が投票資格者の総数の4分の1に達したときは、知事はその結果を尊重しなければならない（条例第10条第2項）と定められており、その結果を知事が内閣総理大臣（安倍晋三）及びアメリカ合衆国大統領（ドナルド・トランプ）に対し通知するもの（条例第10条第3項）とされている。

## 投票実施までの経緯

### 署名活動
2018年5月23日、自由と民主主義のための琉球・沖縄緊急学生行動（SEALDs琉球）代表の元山仁士郎（当時一橋大学大学院社会学研究科休学中）が代表を務める市民団体「『辺野古』県民投票の会」が、地方自治法に基づき県民投票に向けた署名集めを開始した。この署名は、7月23日に終了し、7月末から8月中旬にかけて各市町村の選挙管理委員会で審査が行われた。9月5日、必要数となる有権者の50分の1（約2万3千筆）の約4倍にあたる92,848筆の署名を集めて沖縄県知事に県議会への条例案提出にかかる直接請求を行った。
これを受けて、県政与党である「会派おきなわ」や「社民・社大・結連合」と日本共産党らが中心となって沖縄県議会に選択肢を「賛成」「反対」の2択とした条例案を提出。これに対し、県政野党である沖縄・自民党と県政では中立的立場を取る公明党は「賛成」「反対」に加えて「やむを得ない」「どちらとも言えない」を加えた4択とする案を提出したが、10月26日に野党案（4択案）を賛成少数で否決し、与党案（2択案）が賛成多数で可決成立、条例は10月31日に公布された。
条例では公布の日から起算して6ヶ月以内に実施することが定められており（条例第4条第1項）、2018年11月27日に、「2019年2月14日告示・同年2月24日投開票」のスケジュールが発表された。県民投票の実施に当たっては、沖縄県知事の玉城が直前の県知事選挙でオール沖縄勢力の支援を受け、「名護市辺野古に新基地を造らせない」ことを公約に掲げて初当選しており、移設反対の民意を背に移設を阻止したいとの考えがあったと報じられている。

### 一部市町の不参加表明
投票に当たっては沖縄県知事が執行すると定められている（条例第3条）一方で、実際の投票事務は地方自治法の規定に基づいて県内の各市町村が実施するものと定められている（条例第13条）。これに伴い、沖縄県下の各市町村では県民投票事務執行のための補正予算が市町村議会に上程されたが、うるま市・沖縄市・宜野湾市・糸満市・宮古島市・本部町・金武町・与那国町の8市町で補正予算案を否決、沖縄・宜野湾・宮古島の3市は再議でも予算案が否決または投票事務にかかる予算が削除された。また、石垣市でも同様に補正予算案が再議も含めて否決された。地方自治法第177条第2項の規定では議会が投票事務にかかる予算案を否決した場合でも首長の判断で「その経費及びこれに伴う収入を予算に計上してその経費を支出することができる」と定めている（原案執行権）が、宮古島・宜野湾・沖縄・石垣・うるまの5市の市長が原案執行権を行使せず、県民投票不参加を表明、県民の約3割が投票権を行使できない可能性が高まった。
まず不参加を最初に表明したのは宮古島市の下地敏彦だった。反対の理由として、下地宮古島市長は「議会の判断を尊重した」、宜野湾市・松川正則市長「投票結果によっては普天間飛行場の固定化につながる懸念が極めて強い」、沖縄市の桑江朝千夫市長は「（1997年の）名護市の住民投票では市民が分断され雰囲気が暗くなった。こういう経験をさせたくない」、石垣市の中山義隆市長は「埋め立てにノーという多数の意見が出ても実際に工事は止まらない」、うるま市の島袋俊夫市長は2択投票ではなく「4択とするよう再検討してほしい」などの理由を挙げている。
これら5市の補正予算案否決の動きにさきがけて、2018年末、自民党衆議院議員の宮崎政久（比例九州ブロック選出）が沖縄県内の保守系市議会議員と勉強会を開催し、投票事務関連の予算案を否決するよう促す資料を配布していたことが報じられた（宮崎本人は「圧力をかけたことはない」と述べている）。沖縄弁護士会は異例の声明を出し、法の下の平等の見地から「極めて不合理」「県民投票の権利は全県で保障されるべき」と主張した。1996年の県民投票では沖縄県と市町村の間は上下関係にあり投票事務は機関委任事務により行われていたことで条例によって県に一定の強制力があったものの、2000年の改正地方自治法施行により都道府県と市町村は対等な関係となり、条例での投票事務は自治事務にすぎないために県に市町村に県民投票を強制する権限はなくなったことも一因にあった。この時点で、玉城知事は、一部自治体が参加しなくても県民投票を実施する意向を表明していた。

### 三択案という妥協案
こういった状況に、沖縄県議会議長の新里米吉（社民・社大・結連合）と県議会議員の金城勉（公明党県本部幹事長）が調整に乗り出し、妥協案として「賛成」「反対」に「どちらでもない」を追加し3択とする条例改正案を提案。自民党も含む全会派が2019年1月24日にこの改正案に合意し、1月29日の県議会本会議にて可決成立した。ただし、自民党の一部から造反者が出たことから全会一致とはならなかった。その後、党内から造反者が出たことの責任を取り自民党沖縄県連会長の照屋守之が辞任した。3択案成立を受け、不参加を表明していた5市の市長は投票の実施を表明し、2月24日に県内全市町村で投開票が行われることが確定した。

## 住民投票の結果

### 日程
- 告示日：2019年2月14日
- 投票日：2019年2月24日（竹富町は2月23日、開票は全県合わせて2月24日）
- 期日前投票：2019年2月15日 - 2月23日

### 結果
県民投票の結果は次のとおりとなった。
- 当日有権者数：1,153,591人
- 投票率：52.48%
- 投票総数：605,385票

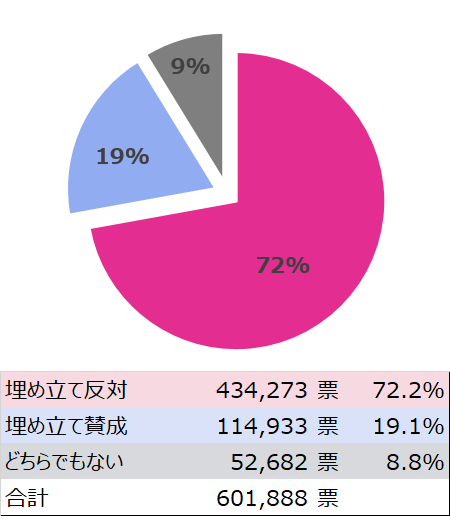
2019年沖縄県民投票の結果

- 有効票数：601,888票（99.42%）
- 無効票数：3,497票

| 市町村名    | 賛成    | %      | 反対    | %      | どちらでもない | %      | 有効投票数 |
| ----------- | ------- | ------ | ------- | ------ | -------------- | ------ | ---------- |
| 県全体合計  | 114,933 | 19.10% | 434,273 | 72.15% | 52,682         | 8.75%  | 601,888    |
| 那覇市      | 23,372  | 17.15% | 102,348 | 75.08% | 10,590         | 7.77%  | 136,310    |
| 宜野湾市    | 9,643   | 24.36% | 26,439  | 66.80% | 3,500          | 8.84%  | 39,582     |
| 石垣市      | 3,566   | 20.99% | 12,165  | 71.60% | 1,259          | 7.41%  | 16,990     |
| 浦添市      | 9,801   | 20.21% | 34,498  | 71.14% | 4,192          | 8.64%  | 48,491     |
| 名護市      | 4,455   | 18.00% | 18,077  | 73.04% | 2,216          | 8.95%  | 24,748     |
| 糸満市      | 4,523   | 18.35% | 17,958  | 72.84% | 2,174          | 8.82%  | 24,655     |
| 沖縄市      | 10,963  | 19.99% | 38,571  | 70.33% | 5,305          | 9.67%  | 54,839     |
| 豊見城市    | 5,041   | 18.73% | 19,504  | 72.48% | 2,365          | 8.79%  | 26,910     |
| うるま市    | 9,757   | 20.17% | 33,891  | 70.05% | 4,734          | 9.78%  | 48,382     |
| 宮古島市    | 3,228   | 19.31% | 12,057  | 72.12% | 1,434          | 8.58%  | 16,719     |
| 南城市      | 3,419   | 17.73% | 14,303  | 74.17% | 1,562          | 8.10%  | 19,284     |
| 市部 小計   | 87,768  | 19.21% | 329,811 | 72.18% | 39,331         | 8.61%  | 456,910    |
| 国頭村      | 573     | 28.31% | 1,199   | 59.24% | 252            | 12.45% | 2,024      |
| 大宜味村    | 195     | 12.85% | 1,220   | 80.37% | 103            | 6.79%  | 1,518      |
| 東村        | 201     | 23.40% | 559     | 65.08% | 99             | 11.53% | 859        |
| 今帰仁村    | 646     | 14.63% | 3,430   | 77.69% | 339            | 7.68%  | 4,415      |
| 本部町      | 1,045   | 19.76% | 3,707   | 70.09% | 537            | 10.15% | 5,289      |
| 恩納村      | 881     | 20.54% | 3,048   | 71.05% | 361            | 8.41%  | 4,290      |
| 宜野座村    | 488     | 17.92% | 1,921   | 70.55% | 314            | 11.53% | 2,723      |
| 金武町      | 989     | 22.83% | 2,949   | 68.07% | 394            | 9.10%  | 4,332      |
| 伊江村      | 534     | 28.65% | 1,122   | 60.19% | 208            | 11.16% | 1,864      |
| 国頭郡 計   | 5,552   | 20.33% | 19,155  | 70.13% | 2,607          | 9.54%  | 27,314     |
| 読谷村      | 3,145   | 17.66% | 12,906  | 72.49% | 1,753          | 9.85%  | 17,804     |
| 嘉手納町    | 1,154   | 20.56% | 3,897   | 69.42% | 563            | 10.03% | 5,614      |
| 北谷町      | 2,380   | 20.09% | 8,372   | 70.67% | 1,095          | 9.24%  | 11,847     |
| 北中城村    | 1,423   | 18.48% | 5,629   | 73.10% | 648            | 8.42%  | 7,700      |
| 中城村      | 1,774   | 18.99% | 6,783   | 72.59% | 787            | 8.42%  | 9,344      |
| 西原町      | 2,737   | 16.70% | 12,327  | 75.20% | 1,329          | 8.11%  | 16,393     |
| 中頭郡 計   | 12,613  | 18.36% | 49,914  | 72.65% | 6,175          | 8.99%  | 68,702     |
| 与那原町    | 1,562   | 18.34% | 6,166   | 72.38% | 791            | 9.29%  | 8,519      |
| 南風原町    | 2,843   | 16.39% | 12,960  | 74.69% | 1,548          | 8.92%  | 17,351     |
| 渡嘉敷村    | 101     | 26.44% | 229     | 59.95% | 52             | 13.61% | 382        |
| 座間味村    | 103     | 18.49% | 381     | 68.40% | 73             | 13.11% | 557        |
| 粟国村      | 58      | 19.80% | 198     | 67.58% | 37             | 12.63% | 293        |
| 渡名喜村    | 60      | 29.27% | 125     | 60.98% | 20             | 9.76%  | 205        |
| 南大東村    | 136     | 28.81% | 274     | 58.05% | 62             | 13.14% | 472        |
| 北大東村    | 78      | 32.77% | 109     | 45.80% | 51             | 21.43% | 238        |
| 伊平屋村    | 169     | 30.95% | 298     | 54.58% | 79             | 14.47% | 546        |
| 伊是名村    | 205     | 34.86% | 307     | 52.21% | 76             | 12.93% | 588        |
| 久米島町    | 573     | 18.01% | 2,307   | 72.50% | 302            | 9.49%  | 3,182      |
| 八重瀬町    | 2,223   | 16.45% | 10,164  | 75.21% | 1,127          | 8.34%  | 13,514     |
| 島尻郡 計   | 8,111   | 17.69% | 33,518  | 73.11% | 4,218          | 9.20%  | 45,847     |
| 多良間村    | 133     | 31.52% | 254     | 60.19% | 35             | 8.29%  | 422        |
| 宮古郡 計   | 133     | 31.52% | 254     | 60.19% | 35             | 8.29%  | 422        |
| 竹富町      | 520     | 26.20% | 1,248   | 62.87% | 217            | 10.93% | 1,985      |
| 与那国町    | 236     | 33.33% | 373     | 52.68% | 99             | 13.98% | 708        |
| 八重山郡 計 | 756     | 28.07% | 1,621   | 60.19% | 316            | 11.73% | 2,693      |
| 郡部 小計   | 27,165  | 18.74% | 104,462 | 72.05% | 13,351         | 9.21%  | 144,978    |

琉球新報によると、事前調査で3択では「どちらでもない」が25.8％となり、2択よりも賛成が約10％、反対が15.7％低くなった。事後調査で投票に行かなかったと答えた棄権者の賛否内訳は、賛成が42.6％と「どちらでもない」が36.4％で割合が高く、反対は20. 9％だった。

## 県民投票に関する話題

### 法的拘束力に関する議論
この県民投票は日本国憲法第95条に基づき特別法を制定するためのものでも、地方自治法に基づき議会の解散や首長・議員の解職を求めるものでもないことから、総務省は「結果に従う義務を定めた法律は存在せず、法的拘束力はない」との見解を示している。一方、法学者の小林節は、日刊ゲンダイへの寄稿で、辺野古への米軍基地の移設が法律ではなく行政処分により行われているのは形式論でしかなく、県民投票が「その地方公共団体の住民の投票においてその過半数の同意を得なければ、国会は、これ（特別法）を制定することができない」と定めた日本国憲法第95条の「法意」に沿うものだと主張している。

### 中傷や誤情報の拡散
ネットでの中傷やデマの拡散にもかかわらず、実際の県民投票では埋め立て反対派が勝利したことに関し、文筆家の古谷経衡は、沖縄デマや沖縄ヘイト戦略の最盛期は2018年で限界に達したのではないかと評している。

### ホワイトハウスへの請願署名
沖縄県系4世のロバート・カジワラは沖縄県名護市辺野古へでの基地建設工事の停止を求め、米ホワイトハウスへの請願署名を行った。県民投票までの工事停止を求めて、辺野古ゲート前で「辺野古の問題は国際問題。ウチナーンチュの人権を守るため、国連へ働き掛けていきたい」と述べた。2019年2月の沖縄投票前夜祭では「辺野古基地建設に伴う水源汚染への対抗策としても、琉球独立は有力であると考えている。」と琉球独立を支持した。

### ミキオ算
2019年2月25日、日本維新の会所属（当時）の下地幹郎衆議院議員は、自身のTwitterで、「反対派」43万4273票 に「投票に行かなかった55万余の県民」を加えれば、「反対」は43万人超、「反対以外」が計71万人との結果になったとの持論をツイートし、これがTwitter上で「#ミキオ算」と命名され論争となった。下地の持論についてジャーナリストの今井一は「参加しなかった人の意思まで反映されることになれば、民主主義は成り立たない」と指摘した。一方、自民党会派の山川典二沖縄県議は、米軍基地の整理・縮小などの賛否を聞いた1996年の県民投票では賛成が有権者全体の半数を超えたことを踏まえ、「今回の反対は全有権者の38％しかない。十分な民意だと言えるのか」と県議会で質問するなど、県民投票の結果に疑義を唱える議論もあった。

### 防衛大臣の発言
2019年2月26日、防衛大臣（当時）の岩屋毅は記者会見で、県民投票の結果に関し「沖縄の民意というのは私どもしっかり受け止めないといけない」と述べた上で、「国も民主的に選挙された国会によって内閣が構成され、時の政権は日本の国の安全保障という大きな責任を負っているわけで、私どもはその責任もしっかり果たしていかないといけない」と持論を展開、基地建設を継続する立場を表明した。国民民主党所属の衆議院議員である原口一博は「軽率な発言」「ただでさえ差別を感じている人たちにこんなことを言っていいのか」と批判した。

### 注記
1. ↑  5市長とも、保守系の市長連合である「チーム沖縄」（沖縄の振興を考える保守系市長の会）に加わっている。
2. ↑  都道府県に関する公職選挙等の法的拘束力のある選挙等については都道府県の強い関与が認められている法定受託事務であり、都道府県から市町村に対する強制力がある。
3. ↑  この時造反して反対票を投じた座喜味一幸は2021年の宮古島市長選でオール沖縄と保守系一部による保革共闘の「ワンチームみゃーく」の候補として当選している。